# Cweta Karajanczewa
Cweta Wyłczewa Karajanczewa, bułg. Цвета Вълчева Караянчева (ur. 25 lutego 1968 w Bolarowie) – bułgarska polityk i inżynier, działaczka partii GERB, deputowana, w latach 2017−2021 przewodnicząca Zgromadzenia Narodowego 44. kadencji.

## Życiorys
Z wykształcenia inżynier, absolwentka Uniwersytetu Technicznego w Sofii. Kształciła się też w zakresie zarządzania na Nowym Uniwersytecie Bułgarskim. Pracowała w przedsiębiorstwie przemysłowym w Kyrdżali, początkowo jako projektantka, następnie jako dyrektor i prokurent.
Zaangażowała się w działalność polityczną w ramach partii GERB. W 2009 po raz pierwszy uzyskała mandat posłanki do Zgromadzenia Narodowego. Z powodzeniem ubiegała się o reelekcję w wyborach w 2013, 2014 i 2017. Była wiceprzewodniczącą Zgromadzenia Narodowego 44. kadencji. 17 listopada 2017, po uprzedniej rezygnacji Dimityra Gławczewa, została wybrana na nową przewodniczącą bułgarskiego parlamentu tej kadencji.
W kwietniu 2021 ponownie wybrana na posłankę, objęła funkcję wiceprzewodniczącej Zgromadzenia Narodowego 45. kadencji. W wyniku przedterminowych wyborów z lipca 2021 znalazła się poza parlamentem. Z powodzeniem kandydowała do Zgromadzenia Narodowego 50. i 51. kadencji w wyborach z czerwca 2024 oraz października 2024.